# 山靴よ疾走れ!!
『山靴よ疾走れ!!』（やまぐつよはしれ!!）は、作画:紅林直、脚本:生田正による日本の漫画作品。

## 登場人物
鹿賀晶
主人公の警備隊員。静岡の医科大学卒。25歳。
嘉門遥
女性警備隊員。晶が警備隊員になるきっかけをつくる。21歳。
大黒寺カイ
警備隊員。柔道三段。25歳。
嘉門辰二
警備隊長。遥の叔父。
巴優希
15歳の少年。
大樹
優希の友人。
浜崎正太
3歳の幼児。優希に誘拐される。

## 単行本
- 『山靴よ疾走れ!!』集英社〈ヤングジャンプコミックス〉
  1. 2000年4月24日発行、ISBN 4-08-876010-7
  2. 2000年4月24日発行、ISBN 4-08-876011-5
  3. 2000年7月24日発行、ISBN 4-08-876044-1
  4. 2000年10月24日発行、ISBN 4-08-876069-7
  5. 2001年5月23日発行、ISBN 4-08-876157-X